# Mezőhegyes

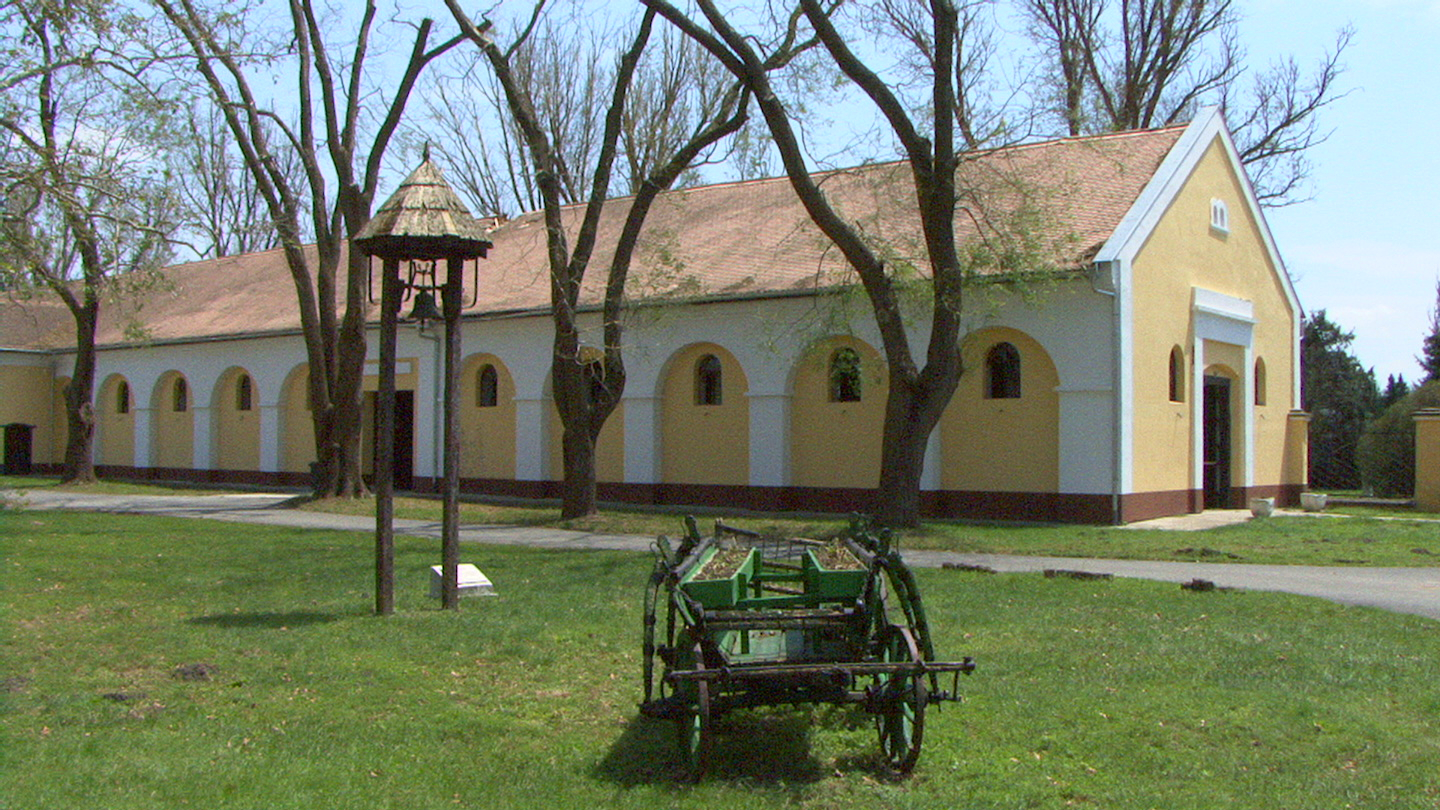
Stuteriet.

Mezőhegyes är en mindre stad i Ungern med 4 852 invånare (2020).
Det statliga stuteriet Mezőhegyesi Állami Ménes, som är berömt för hästar av raserna  Nonius, Furioso och Gidran-arab, grundades 1784 i Mezőhegyes.